# Почасна јединица Министарства унутрашњих послова Републике Српске
Почасна јединица Министарства унутрашњих послова Републике Српске свечана је јединица Министарства унутрашњих послова Републике Српске. Јединицу чине полицијски службеници Полицијске управе Бања Лука и Управе за заштиту лица и објеката. На Дан Републике Српске први пут је представљена нова церемонијална униформа са комбинованим елементима Оружаних снага Руске Федерације и униформе Гарде Војске Србије, која је заменила редовну свечану униформу полиције. Обично је носи Полицијски оркестар Министарства унутрашњих послова Републике Српске.

## Опрема
Припадници Јединице части (осим команданта) имају црне стилизоване полуаутоматске пушке Застава M59/66 са угравираним грбом и печатом Републике Српске на задњој страни.   Командат има церемонијалну официрску сабљу на којој је угравиран текст: „Не вади ме без повода, не враћај ме без части!”

## Историјат
Јединица је формирана 2002. године када се видело да је једна јединица ове врсте потребна Министарству унутрашњих послова и за потребе протокола ове институције. Прво је јединица имала само 8 припадника, само у сврху страже, јер није било потребе за правом часном стражом. Један од полицајаца изабран је за команданта јединице. У то време њихова униформа била је једнака униформи високо рангираних полицајаца Републике Српске. Нешто касније, јединица је бројала 50 чланова, а толико их има и данас.
У првим годинама постојања јединица је била спремна да учествује на свим важним манифестацијама у Републици Српској. Пре успоставе нове форме јединице, број припадника је смањен на 23 полицајаца, због нове полицијске структуре. Управа за заштиту особа и објеката (тада позната као Јединица за заштиту особа и објеката) приметила је да је број од 23 полицајаца недовољан за јединицу ове врсте, па је започео нови избор чланова. У избору од 60 полицајаца и 10 полицајки изабрано је 50 људи, 45 мушкараца и 5 жена. Након одабира јединица је припремљена и обучена за будуће потребе. У том периоду Министарство унутрашњих послова Републике Српске добило је полуаутоматске пушке, нове униформе и официрску сабљу, а касније је све то регулисано законом. Употреба јединице регулисана је Упутством за употребу часне јединице Министарства унутрашњих послова Републике Српске.

## Улога и команданти
Главна улога ове јединице је обележавање важних датума Републике Српске и Министарства унутрашњих послова Републике Српске, укључујући Дан Републике Српске, Дан Полиције Републике Српске и друге. Дужности јединице су обично извештавање, чување зграда од републичког значаја (Палата Републике) или обезбеђивање простора у време састанка шефова држава од којих је један из Републике Српске. Такође, Почасна јединица Министарства унутрашњих послова Републике Српске присутна је на инагурацијама и полагању венаца.
Од оснивања па до данас, Почасна јединица Министарства унутрашњих послова Републике Српске имала је три заповедника: Божидар Зорић (2004-2013), Бранислав Мартић (2013-2015) и садашњи командант Витомир Петричевић.

## Галерија
- Чланови Почасне јединице Министарства унутрашњих послова Републике Српске са командантом Витомирем Петричевићем уручују заставу Републике Српске бившем председнику Милораду Додику
- Почасна јединица на Данима полиције Републике Српске 2019. године у Залужанима, Бањалука
- Двојица припадника Почасне јединице током полагања венаца на Споменик палим припадницима Министарства унутрашњих послова Републике Српске у Одбрамбено-отаџбинском рату на Дан Полиције Републике Српске 2019. године.
- Поздрав припадника Министарства унутрашњих послова Републике Српске током прославе Дана Полиције Републике Српске 2019. године у Центру за обуку у Залужанима